# فرحات باشا
فرحات باشا هو رجل دولة عثماني من أصل ألباني. حمل الصدارة العظمى مرتين، الأولى من سنة 999 إلى 1000هـ الموافق 1591-1592م والثانية في عام 1003هـ الموافق 1595 م. بنى له المعمار سنان باشا جامعا في Çatalca تشاطلجه عام 1575م ودفن بمقابر السليمانية في اسطنبول.

## الهامش
1. ↑  كبار الوزارة في الدولة العثمانية تاريخ الحكام والسلالات الحاكمة نسخة محفوظة 03 أكتوبر 2017 على موقع واي باك مشين.